# Pierre Aubry
Pierre Aubry, född 1874, död 1910, var en fransk musikhistoriker.
Aubry var professor i orientaliska språk och föreläste i musikhistoriska ämnen vid École des hautes études en sciences sociales i Paris. Han har utgett viktiga musikmanuskript från medeltiden av världslig och religiös karaktär samt gjort synnerligen intressanta forskningar om melodi, rytm och harmoni i den medeltida musiken. Som han förnämsta arbete kan nämnas Mélanges de musicologie comparée (1900-03), Essai de musicologie comparée (1903-05), Le roman de Fauvel (1907) och Cents motets du 13:e siècle (1908).